# Hallucinations (EP)
Hallucinations es el tercer EP de la banda estadounidense PVRIS. Fue lanzado el 25 de octubre de 2019. El primer sencillo "Death of Me" fue lanzado el 12 de julio de 2019.

## Antecedentes
El 9 de abril de 2019, Lynn Gunn publicó un vídeo en su Instagram con unos segundos de música que no se había escuchado anteriormente, subtitulando la foto "Ella ha estado callada pero ha estado TRABAJANDO (y practicando su guiño)". Después de que la banda se mudó a Warner, Gunn declaró que "todo se mueve en una nueva dirección". Ella continuó "la energía de su sello y todos los que han comenzado a trabajar con nosotros son geniales. Realmente se siente como una familia. Muy unido. Es una experiencia muy diferente a la que hemos tenido en el pasado. Muy agradable de el primer paso".

## Composición
El EP se notó como una desviación de sus álbumes anteriores en términos de sonido. "Hallucinations" y "Death of Me" tenían una dirección más pop que su trabajo anterior. Gunn declaró que "Siempre hemos tenido pequeños huevos de Pascua que han unido las cosas de un registro a otro, han unido nuestro progreso juntos. Muchas de esas canciones 'más claras' - 'What's Wrong', 'Winter', 'Nola 1' - a puente hacia donde queríamos ir en el futuro. Ha sido realmente natural. Siempre hemos querido ir en esta dirección, y finalmente estamos siendo apoyados para hacerlo. Creo que las estrellas se han alineado"."

## Lista de canciones
| N.º | Título              | Duración |  |
| 1.  | «Hallucinations»    | 3:43     |  |
| 2.  | «Nightmare»         | 3:08     |  |
| 3.  | «Death of Me»       | 3:31     |  |
| 4.  | «Things Are Better» | 3:57     |  |
| 5.  | «Old Wounds»        | 4:55     |  |